# Ângelo Gabriel
Ângelo Gabriel Borges Damaceno, noto semplicemente come Ângelo Gabriel o Ângelo Borges (Brasilia, 21 dicembre 2004), è un calciatore brasiliano, attaccante dell'Al-Nassr.

## Biografia
Nel 2021, è stato inserito nella lista "Next Generation" dei migliori talenti nati nel suo stesso anno, redatta dal quotidiano inglese The Guardian.

## Caratteristiche tecniche
È un'ala destra molto rapida, in possesso di buone capacità tecniche e balistiche.

## Carriera

### Club

#### Gli inizi, Santos
Cresciuto nel settore giovanile del Santos, nel 2020 Ângelo viene promosso in prima squadra dal tecnico Cuca a soli 15 anni; il 23 ottobre firma un pre-contratto professionistico, che diventerà effettivo al compimento del sedicesimo anno di età. Due giorni più tardi fa il suo esordio ufficiale, sostituendo Lucas Braga nel secondo tempo dell'incontro di Série A perso 3-1 contro il Fluminense e diventando il secondo più giovane debuttante nella storia del club bianconero, alle spalle di Coutinho.
Il 7 aprile 2021, dopo essere subentrato a Marinho nel finale di gara, Ângelo realizza la rete del definitivo 3-1 contro il San Lorenzo diventando il più giovane giocatore ad andare a segno in una gara di Coppa Libertadores.

#### Chelsea e prestito allo Strasburgo
Il 16 luglio 2023 viene acquistato dal Chelsea.
Disputa la stagione 2023-2024 in prestito allo Strasburgo. Al termine del prestito, rientra a Londra.

#### Al-Nassr
Il 2 settembre 2024 viene acquistato a titolo definitivo dall'Al-Nassr.

### Nazionale
Ângelo ha rappresentato il Brasile a livello giovanile, giocando nelle formazioni Under-15 e Under-17.
Nel dicembre del 2022, è stato incluso nella rosa brasiliana partecipante al Campionato sudamericano di calcio Under-20 del 2023, tenutosi in Colombia.

## Statistiche

### Presenze e reti nei club
Statistiche aggiornate al 25 luglio 2024.
| Stagione        | Squadra         | Campionato      | Campionato | Campionato | Coppe nazionali | Coppe nazionali | Coppe nazionali | Coppe continentali | Coppe continentali | Coppe continentali | Altre coppe | Altre coppe | Altre coppe | Totale | Totale | Totale |
| Stagione        | Squadra         | Comp            | Pres       | Reti       | Comp            | Pres            | Reti            | Comp               | Pres               | Reti               | Comp        | Pres        | Reti        | Pres   | Reti   |        |
| --------------- | --------------- | --------------- | ---------- | ---------- | --------------- | --------------- | --------------- | ------------------ | ------------------ | ------------------ | ----------- | ----------- | ----------- | ------ | ------ | ------ |
| 2020            | Santos          | A1/SP+A         | 9+0        | 0          | CB              | 0               | 0               | CL                 | 0                  | 0                  |             | -           | -           | 9      | 0      |        |
| 2021            | Santos          | A1/SP+A         | 9+19       | 0          | CB              | 5               | 0               | CL+CS              | 8+1                | 1+0                |             | -           | -           | 42     | 1      |        |
| 2022            | Santos          | A1/SP+A         | 10+27      | 0+1        | CB              | 5               | 1               | CS                 | 4                  | 0                  |             | -           | -           | 46     | 2      |        |
| gen.-lug. 2023  | Santos          | A1/SP+A         | 9+12       | 0+2        | CB              | 6               | 0               | CS                 | 5                  | 0                  |             | -           | -           | 32     | 2      |        |
| Totale Santos   | Totale Santos   | Totale Santos   | 95         | 3          |                 | 15              | 1               |                    | 18                 | 1                  |             | -           | -           | 129    | 5      |        |
| 2023-2024       | Strasburgo      | L1              | 21         | 0          | CF              | 4               | 0               |                    | -                  | -                  | -           | -           | -           | 25     | 0      |        |
| 2024-2025       | Al-Nassr        | SPL             | 2          | 1          | KC              | 1               | 0               | ACL                | 2                  | 0                  | SS          | -           | -           | 5      | 1      |        |
| Totale carriera | Totale carriera | Totale carriera | 118        | 4          |                 | 20              | 1               |                    | 20                 | 1                  |             | -           | -           | 159    | 6      |        |

### Record
- Giocatore più giovane ad aver segnato in Coppa Libertadores (16 anni e 107 giorni).[8]